# Jiří Spáčil (fotbalista)
Jiří Spáčil (* 11. února 1999 Olomouc) je český profesionální fotbalista, který hraje na pozici středního záložníka za český klub SK Sigma Olomouc.

## Klubová kariéra

### Sigma Olomouc
Spáčil je odchovancem olomoucké Sigmy, do jejíž akademie přišel ve věku šesti let. Běhavý záložník prošel na Hané všemi kategoriemi mládeže.
Od roku 2019 působil Spáčil v třetiligové rezervě olomouckého mužstva, ve které plnil roli kapitána.

#### Prostějov (hostování)
V létě 2020 odešel na roční hostování do druholigového Prostějova. V týmu patřil mezi klíčové hráče, nastoupil do 23 ligových utkání a s týmem bojoval o postup do nejvyšší soutěže.

#### Návrat do Olomouce
Po návratu z Prostějova patřil Spáčil mezi klíčové hráče B-týmu a dostával sporadicky příležitost i v první lize. Svého debutu v A-týmu se dočkal 2. října 2021, kdy nastoupil do závěru ligového utkání proti Bohemians 1905. V jarní části sezóny 2021/22 dokonce patřil do základní sestavy trenéra Václava Jílka a nastoupil do 11 soutěžních utkání.
Na začátku sezóny 2022/23 se Spáčil vrátil do druholigové rezervy, v jejímž dresu vstřelil jeden gól a přidal dvě asistence v úvodních čtyřech kolech, a tak byl trenérem Jílkem na konci srpna opět povolán do A-týmu. V něm nastoupil Spáčil do 16 soutěžních utkání v sezóně a 5. listopadu vstřelil svou první prvoligovou branku v zápase proti Jablonci. Na jaro však kvůli vracejícím se svalovým zraněním nastoupil jen do jednoho utkání.
V sezóně 2023/24 působil Spáčil zejména v B-týmu, kde patřil mezi nejzkušenější fotbalisty. S olomouckou rezervou skončil v druhé lize na konečné druhé příčce a nastoupil také do 5 utkání v české nejvyšší soutěži. 14. dubna 2024 obdržel červenou kartu po faulu na jabloneckého Alexise Aléguého.
V červenci 2024 se Spáčil vrátil do A-týmu a začal novou sezónu jako člen základní sestavy nového trenéra Tomáše Janotky.